# حمادی تمبورا
حمادی تمبورا (انگلیسی: Hamady Tamboura؛ زادهٔ ۲۳ ژوئن ۱۹۸۹) بازیکن فوتبال اهل مالی است.